# Vučevica (Vladimirci)
Vučevica (Servisch: Вучевица) is een plaats in de Servische gemeente Vladimirci. De plaats telt 108 inwoners (2002).